# 奥伯多夫
奥伯多夫（法語：Oberdorf，发音：[obəʁdɔʁf]）是法国上莱茵省的一个旧市镇，属于阿尔特基什区。该市镇总面积4.13平方公里，2009年时的人口为568人。
奥伯多夫已于2016年1月1日起和相邻的另外2个市镇合并成为"伊尔塔勒"（Illtal）。奥伯多夫为政府驻地。

## 人口
奥伯多夫人口变化图示